# Simon Guillain

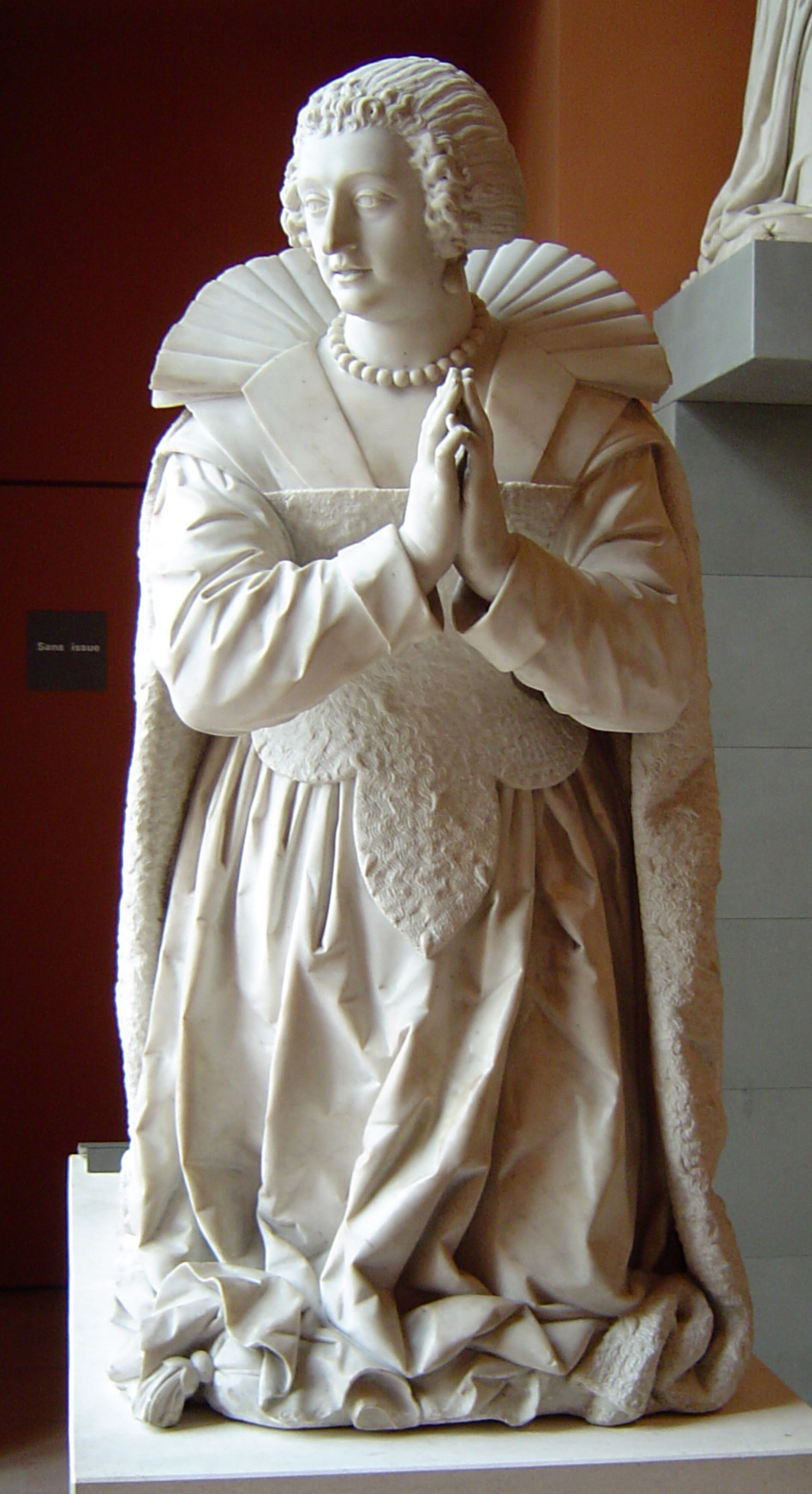
Tomba de Charlotte-Catherine de la Tremoille, esposa de Enrique I de Borbón-Condé segon príncep de Conde, circa 1629, per Simon Guillain. Es conserva al Museu del Louvre.

Simon Guillain, París, 15 de juny de 1581 - París, 26 de desembre de 1658, fou un escultor francès.

## Biografia
Alumne del seu pare, Nicolas Guillain dit de Cambrai,Simon Guillain també va estudiar escultura a Itàlia, Roma, al costat d'Alessandro Algardi. De tornada a França el 1612, va esculpir diversos monuments funeraris. El 1638 va rebre l'encàrrec de Gastón d'Orleans per realitzar el frontó del Château de Blois. Va realitzar en bronze, el 1647, les estàtues reials del Pont au Change. Va ornamentar edificis reials i eclesiàstics. Va ser el mestre de Michel Anguier i Pierre Hutinot. Va participar el 1648 en la creació de l'Acadèmia Reial de Pintura i Escultura, i va ser nomenat rector el 1657.
Va estar influït per l'art barroc, que va apreciar a Itàlia, però continuà sent precursor del classicisme francès.